# Przetworzenie rzeczy
Przetworzenie rzeczy (łac. specificatio) – jeden z pierwotnych sposobów nabycia własności.

## W prawie rzymskim
W prawie rzymskim specificatio polegało na przetworzeniu cudzej rzeczy, w wyniku czego powstawała nowa. Typowym przykładem takiego działania było wykonanie jakiegoś przedmiotu z cudzego surowca.
Podstawowym problemem było przyznanie prawa własności do nowo powstałej, w wyniku przetworzenia materiału, rzeczy. Prawnicy ze szkoły Sabinianów opowiadali się za utrzymaniem prawa własności przez właściciela surowca. Przedstawiciele szkoły Prokulianów uważali, że właścicielem nowej rzeczy stawał się jej wytwórca. Od Paulusa (II/III wiek) datuje się opinię pośrednią: jeżeli rzecz da się przywrócić do pierwotnego właścicielem pozostawał właściciel materiału; jeżeli surowca nie da się odzyskać to nowa rzecz należała do przetwórcy. Takie rozwiązanie problemu przyjął oficjalnie cesarz Justynian.

## We współczesnym prawie polskim
Polski kodeks cywilny reguluje instytucję przetworzenia rzeczy w art. 192:

Art. 192. § 1. Ten, kto wytworzył nową rzecz ruchomą z cudzych materiałów, staje się jej właścicielem, jeżeli wartość nakładu pracy jest większa od wartości materiałów.

§  2. Jeżeli przetworzenie rzeczy było dokonane w złej wierze albo jeżeli wartość materiałów jest większa od wartości nakładu pracy, rzecz wytworzona staje się własnością właściciela materiałów.